# Ubaldo Ramón Santana Sequera
Ubaldo Ramón Santana Sequera (Cagua, Aragua, 16 de mayo de 1941) es un arzobispo católico venezolano. Actualmente es el arzobispo emérito de la Arquidiócesis de Maracaibo.

## Biografía[3]

### Nacimiento e infancia
Nació en Cagua, Aragua, el 16 de mayo de 1941, el menor de una sencilla familia de once hermanos. Siendo muy pequeño la familia se muda a Caracas, en las cercanías de la Capilla de la Inmaculada en San Martín, atendida por la Congregación Francesa de los Hijos de Maria Inmaculada, donde muy pronto se incorpora como monaguillo, pues desde pequeño, según cuenta uno de sus hermanos le gustaba hacer altares con cajas y mesas.

### Vocación
Los sacerdotes Felipe Ibáñez y Felipe Mújica, descubren su inclinación hacia el sacerdocio y como no tenían noviciado en Venezuela, teniendo trece años lo envían a estudiar al Seminario Apostólico “Sainte Marie” en el Departamento de la Vandea, allí hace sus estudios de bachillerato. Al concluir sus estudios de secundaria hace su Noviciado en Villiers-en- Plaine (Dpto Deux-Sevres), al final del cual emite sus primeros votos . 

### Estudios
En 1960 inicia los estudios de Filosofía en el Escolasticado (Seminario Mayor St Sanveur) de la Congregación en Movileron-en-Pareds (Vendee). Luego es enviado en pasantía pastoral al Colegio Sainte Marie, anexo al Seminario Apostólico como profesor de español y prefecto de disciplina. En 1963 es enviado a Italia para realizar estudios de Teología en la Pontificia Universidad Gregoriana. Los dos primeros años (1963-1965) residió en el Seminario Francés y los dos últimos en el Pontificio Colegio Latino Americano. De 1965 a 1966 hizo un año de servicio pastoral en el Colegio Francia, en Caracas, regentado por la Congregación. En ese año se matriculó en la Universidad Católica Andrés Bello para iniciar la licenciatura en Educación. Al final del curso, antes de regresar a Roma, hizo su profesión perpetua en la Iglesia de la Inmaculada Concepción, el día 21 de septiembre, fiesta de San Mateo. 
En 1968 obtuvo la licenciatura en Teología Dogmática.

## Sacerdote
El 12 de octubre de 1968 fue ordenado sacerdote por el cardenal José Humberto Quintero en la Catedral de Caracas.

### Cargos
- Capellán de las Hermanas Carmelitas de los Chorros en Caracas durante doce años.
- Fue profesor en el Colegio Francia.
- Trabajó y convivió varios años con los habitantes de algunos barrios de Petare, simultáneamente estudió Educación en la Universidad Católica Andrés Bello de Caracas.
- Fue profesor en los Seminarios de El Hatillo e Interdiocesano de Caracas.
- Director del Instituto de Pastoral.
- Fundó la carrera de Pedagogía Religiosa en el Instituto Universitario Santa Rosa de Lima.
- Rector y fundador de las Diaconías de San Pablo y San Esteban en la parroquia Nuestra Señora de Fátima en Petare, Caracas.
- Fue miembro del equipo de Planta del Seminario San José de El Hatillo.
- Director del Departamento de Ministerios y Diaconado Permanente del Secretariado Permanente del Episcopado Venezolano.
- Vicerrector del Seminario San José, El Hatillo.
- Director del Instituto Nacional de Pastoral de la Conferencia Episcopal Venezolana, durante 10 años.
- Fundador de la Capellanía de Derechos Humanos (1989-1990), Capellanía del grupo Scout San Luís en Caracas, Capellanía del Cuerpo de Bomberos del Distrito Sucre (Miranda). El Cardenal José Alí Lebrún le designa vicario episcopal de la zona suroeste de Caracas a raíz del Caracazo (1988-1990).

## Episcopado

### Obispo auxiliar de Caracas
El 4 de abril de 1990, el Papa Juan Pablo II lo nombra IX obispo titular de Caeciri y Obispo Auxiliar de la Arquidiócesis de Caracas.
Recibe la ordenación episcopal el 27 de mayo de 1990 junto a Mons. Mario Moronta y Mons. Diego Padrón en la Catedral Metropolitana de Caracas.
- Consagrante principal:
  - Emmo. Sr. Cardenal José Alí Lebrún Moratinos, Arzobispo de Caracas.
- Concelebrantes asistentes:
  - Excmo. Mons. Domingo Roa Pérez, Arzobispo de Maracaibo.
  - Excmo. Mons. Miguel Antonio Salas Salas, CIM. Arzobispo de Mérida.

### Obispo de Ciudad Guayana
El 2 de mayo de 1991, el Santo Padre Juan Pablo II lo nombró obispo de la Diócesis de Ciudad Guayana.

### Arzobispo de Maracaibo
El 11 de noviembre de 2000, el Santo Padre Juan Pablo II lo nombró arzobispo metropolitano de la Arquidiócesis de Maracaibo, donde tomó posesión el 13 de enero de 2001.

### Arzobispo emérito de Maracaibo
El 24 de mayo de 2018, el Papa Francisco aceptó la renuncia al gobierno pastoral de la Arquidiócesis de Maracaibo, presentada por S.E. Mons. Ubaldo Ramón Santana Sequera, nombrando arzobispo de la misma arquidiócesis a S.E. Mons. José Luis Azuaje Ayala. De esta manera, Mons. Santana se convirtió en el arzobispo emérito.

### Administrador apostólico de Carora
El 23 de junio de 2020 es nombrado Administrador Apostólico "Sede Vacante" de la Diócesis de Carora, donde ya permanecía como Administrador Apostólico "Sede Plena" desde el 29 de agosto de 2019.

## Otros cargos
Por muchos años ha sido asesor general de la Asociación para viudas Naím y sigue siendo actualmente asesor de Honor.
Luego de la toma de posesión de Mons. Carlos Enrique Curiel como IV obispo de Carora, el 22 de mayo de 2021, permaneció como vicario general de esa Iglesia particular. Posteriormente, se traslada a Caracas y desde 2023 ejerce como vicario general de la Diócesis de Petare, la cual preside Mons. Juan Carlos Bravo.

## Idiomas
Habla varios idiomas además del latín, idioma en el cual hizo sus estudios sacerdotales. Domina perfectamente los idiomas francés e italiano, y tiene conocimientos avanzados de inglés.

## Cultura
Sabe de música, pues su padre fue músico, tiene experiencia en Medios de Comunicación Social, es conocedor de los deportes.

## Sucesión Apostólica[7]
Como obispo transmite como sucesor de los apóstoles la misión de gobernar y santificar la Iglesia con la imposición de manos. Por tanto Mons. Ubaldo Santana ha impuesto las manos como consagrante principal a los siguientes obispos
1. Excmo. Mons. Cástor Oswaldo Azuaje Pérez, OCD (2007)
2. Excmo. Mons. Ángel Francisco Caraballo Fermín (2013)
3. Excmo. Mons. Juan Carlos Bravo Salazar (2015)

Como obispo coconsagrante ha impuesto las manos a los siguientes obispos:
1. Excmo. Mons. Enrique Pérez Lavado (2003)
2. Excmo. Mons. Luis Armando Tineo Rivera (2007)
3. Excmo. Mons. Jesús González de Zárate Salas (2008)
4. Excmo. Mons. Fernando José Castro Aguayo (2009)
5. Excmo. Mons. Juan de Dios Peña Rojas (2015)
6. Excmo. Mons. Pablo Modesto González Pérez, SDB (2016)

## Predecesores y sucesores en los cargos
| Predecesor: José de Jesús Núñez Viloria | Obispo de Ciudad Guyana 1991 - 2000            | Sucesor: Mariano José Parra Sandoval   |
| Predecesor: Ramón Ovidio Pérez Morales  | III Arzobispo de Maracaibo 2000 - 2018         | Sucesor: José Luis Azuaje Ayala        |
| Predecesor: Luis Armando Tineo Rivera   | Administrador Apostólico de Carora 2019 - 2021 | Sucesor: Carlos Enrique Curiel Herrera |